# Jon Avnet
Jonathan Michael Avnet (Nova York, 17 de novembre de 1949) és un productor i director de cinema estatunidenc.
Nascut a Brooklyn, va estudiar a Great Neck North High School a Great Neck, després d'una llicenciatura en cinema i teatre al Sarah Lawrence College, també va guanyar una beca a l'American Film Institute. Va començar la seva carrera com a productor de nombroses produccions de televisió i pel·lícules com Risky Business. El 1986 va fundar la seva pròpia companyia de producció.
Va fer el seu debut darrere de la càmera el 1991 amb Tomàquets verds fregits, pel·lícula que va ser nominada a tres premis Oscar, però el veritable debut l'havia fet el 1986 amb el telefilm Between Two Women amb Farrah Fawcett. En els anys següents, va dirigir pel·lícules com Íntim i personal o El laberint roig.
El 2007 dirigí a Al Pacino a 88 minuts i el 2008 Assassinat just amb Robert De Niro.